# Борго Сан Маурелио (Ферара)
Борго Сан Маурелио (итал. Borgo San Maurelio) је насеље у Италији у округу Ферара, региону Емилија-Ромања.
Према процени из 2011. у насељу је живело 7 становника. Насеље се налази на надморској висини од 11 м.